# Ted van de Pavert
Ted van de Pavert (Doetinchem, 6 januari 1992) is een voormalig Nederlands voetballer die als centrale verdediger speelt.

## Carrière

### De Graafschap
Van de Pavert speelde in de jeugd van GWVV waarna hij werd opgenomen in de jeugdopleiding van De Graafschap. Hiervoor debuteerde hij op 18 december 2010 in het betaald voetbal, in de Eredivisie. Hij degradeerde in het seizoen 2011/12 via de play-offs 2012 met de club naar de Eerste divisie. Van de Pavert kwalificeerde zich met De Graafschap vervolgens in alle drie de daaropvolgende seizoenen vanuit de Eerste divisie voor de play-offs, om in in die van 2015 uiteindelijk een terugkeer naar de Eredivisie te verdienen. Hij eindigde het seizoen 2015/16 hierin met De Graafschap op de zeventiende plaats, wat deelname aan ook editie 2016 van de play-offs betekende, de vijfde keer op rij.

### PEC Zwolle
Van de Pavert tekende in mei 2016 een contract tot medio 2019 bij PEC Zwolle, de nummer acht in de Eredivisie in het voorgaande seizoen.

### N.E.C.
Na één seizoen werd hij voor een jaar verhuurd aan N.E.C.. De club bedwong tevens een optie tot koop. Hij kreeg rugnummer 4 en begon in de eerste wedstrijd van het seizoen gelijk in de basis tegen Almere City. Op 25 oktober 2017 scoorde Van de Pavert zijn eerste doelpunt voor N.E.C. tegen Jong PSV (3-3 gelijkspel).

### Terugkeer De Graafschap
Zaterdag 30 juni 2018 werd bekend dat Van de Pavert opnieuw een contract had getekend bij De Graafschap. Ditmaal voor twee seizoenen. In februari werd hij formeel ontslagen door De Graafschap.

### Roda JC
In augustus 2022 zette Van de Pavert zijn handtekening onder een verbintenis van een jaar bij Roda.

## Carrièrestatistieken
| Seizoen                       | Club            | Competitie      | Competitie | Competitie | Beker | Beker | Overig | Overig | Totaal | Totaal |
| Seizoen                       | Club            | Competitie      | Wed.       | Dlp.       | Wed.  | Dlp.  | Wed.   | Dlp.   | Wed.   | Dlp.   |
| ----------------------------- | --------------- | --------------- | ---------- | ---------- | ----- | ----- | ------ | ------ | ------ | ------ |
| 2010/11                       | De Graafschap   | Eredivisie      | 2          | 0          | 0     | 0     | 0      | 0      | 2      | 0      |
| 2011/12                       | De Graafschap   | Eredivisie      | 29         | 2          | 1     | 0     | 2      | 0      | 32     | 2      |
| 2012/13                       | De Graafschap   | Eerste divisie  | 21         | 1          | 2     | 0     | 0      | 0      | 23     | 1      |
| 2013/14                       | De Graafschap   | Eerste divisie  | 34         | 2          | 1     | 0     | 4      | 0      | 39     | 2      |
| 2014/15                       | De Graafschap   | Eerste divisie  | 22         | 0          | 2     | 0     | 6      | 1      | 30     | 1      |
| 2015/16                       | De Graafschap   | Eredivisie      | 28         | 2          | 0     | 0     | 3      | 0      | 31     | 2      |
| 2016/17                       | PEC Zwolle      | Eredivisie      | 23         | 2          | 3     | 0     | 0      | 0      | 26     | 2      |
| 2017/18                       | → N.E.C.        | Eerste divisie  | 27         | 2          | 2     | 0     | 1      | 0      | 30     | 2      |
| 2018/19                       | De Graafschap   | Eredivisie      | 20         | 0          | 0     | 0     | 0      | 0      | 20     | 0      |
| 2019/20                       | De Graafschap   | Eerste divisie  | 25         | 1          | 0     | 0     | 0      | 0      | 12     | 0      |
| 2020/21                       | De Graafschap   | Eerste divisie  | 36         | 3          | 2     | 0     | 1      | 1      | 39     | 4      |
| 2021/22                       | De Graafschap   | Eerste divisie  | 30         | 1          | 0     | 0     | 2      | 0      | 32     | 1      |
| 2022/23                       | Roda JC         | Eerste divisie  | 23         | 1          | 1     | 0     | 0      | 0      | 24     | 1      |
| Carrière totaal               | Carrière totaal | Carrière totaal | 320        | 17         | 13    | 0     | 19     | 2      | 353    | 19     |
| Bijgewerkt t/m 9 januari 2023 |                 |                 |            |            |       |       |        |        |        |        |

## Interlandcarrière
Nederlands beloftenelftal
Op 6 februari 2013 debuteerde Van de Pavert in het Beloftenelftal, tijdens een vriendschappelijk duel tegen de Ierse beloften. De wedstrijd ging verloren met 3–0.
| Interlands van Ted van de Pavert voor Nederlands beloftenelftal | Interlands van Ted van de Pavert voor Nederlands beloftenelftal | Interlands van Ted van de Pavert voor Nederlands beloftenelftal | Interlands van Ted van de Pavert voor Nederlands beloftenelftal | Interlands van Ted van de Pavert voor Nederlands beloftenelftal | Interlands van Ted van de Pavert voor Nederlands beloftenelftal |
| №                                                               | Datum                                                           | Wedstrijd                                                       | Uitslag                                                         | Soort Wedstrijd                                                 | Doelpunten                                                      |
| Als speler bij De Graafschap                                    | Als speler bij De Graafschap                                    | Als speler bij De Graafschap                                    | Als speler bij De Graafschap                                    | Als speler bij De Graafschap                                    | Als speler bij De Graafschap                                    |
| --------------------------------------------------------------- | --------------------------------------------------------------- | --------------------------------------------------------------- | --------------------------------------------------------------- | --------------------------------------------------------------- | --------------------------------------------------------------- |
| 1.                                                              | 6 februari 2013                                                 | Ierland – Nederland                                             | 3 – 0                                                           | Vriendschappelijk                                               | 0                                                               |